# Holoplatys rainbowi
Holoplatys rainbowi là một loài nhện trong họ Salticidae. Loài này được phát hiện ở Queensland.